# Landler Jenő

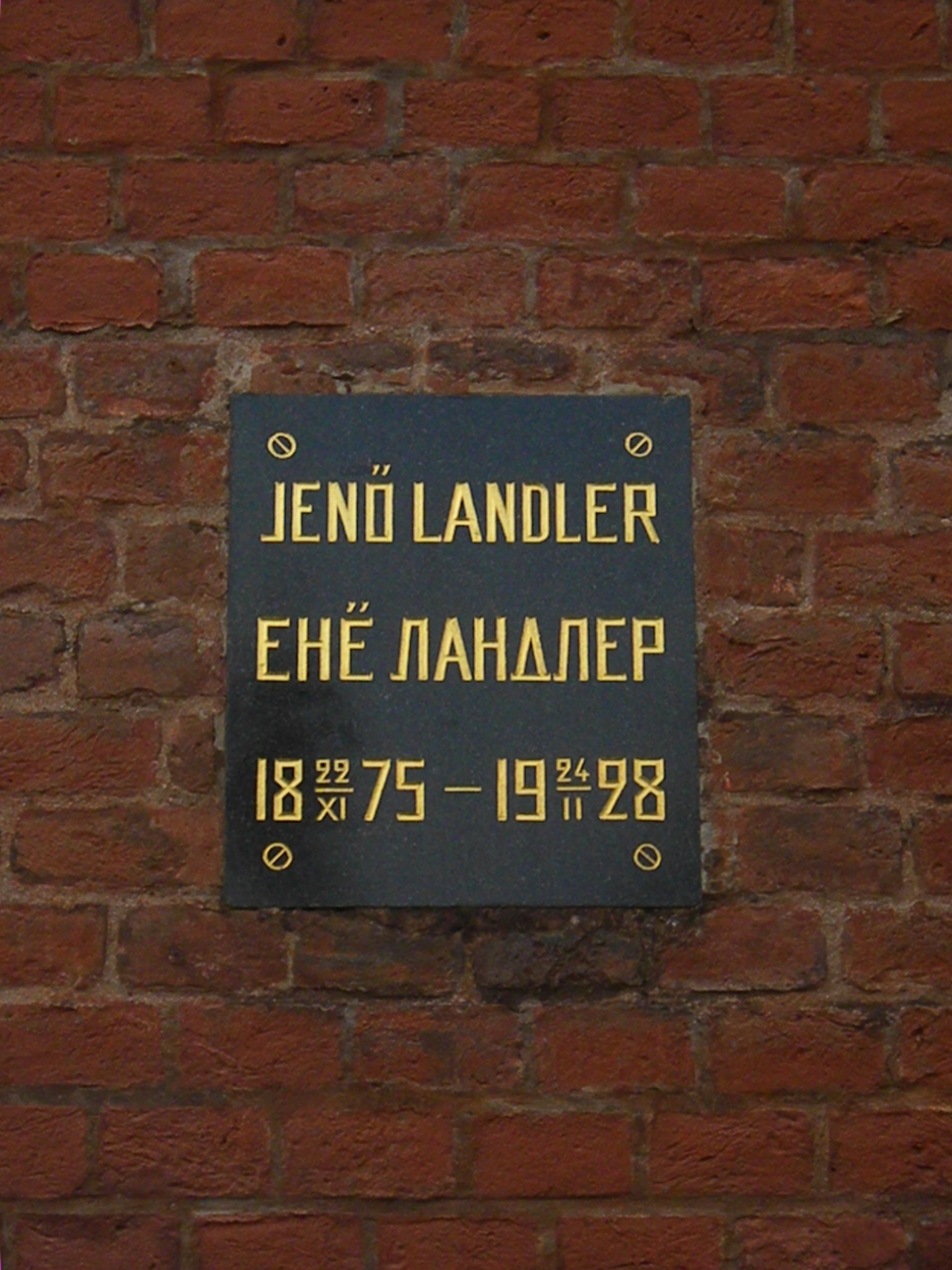
Sírköve a Kreml falában

Landler Jenő (Landler Jenő Matesz, Gelse, 1875. november 23. – Cannes, 1928. február 25.) magyar kommunista politikus, Landler Ernő bátyja.

## Életpályája
Landler Adolf hivatalnok és Spitzer Gizella jómódú földbérlők fiaként született zsidó családba. Miután megszerezte diplomáját, kinevezték a Magyar Vasutas Szövetség jogtanácsosának. Később a szocialista vasutasok ügyvédként dolgozott, ebben a minőségben 1904-ben az országos vasutassztrájk vezetői ellen folytatott per alatt politikailag is védelmezte a sztrájkolókat, majd 1906-ban megszervezte a villamos alkalmazottak sztrájkját. 1901. május 27-én Zalaegerszegen házasságot kötött a nála nyolc évvel fiatalabb Büchler Szidóniával, Büchler Jakab kereskedő és Berger Berta leányával. Felesége 1905. június 14-én elhunyt.
1908-ban lépett be a Magyarországi Szociáldemokrata Pártba. 1912. augusztus 17-én Budapesten, az Erzsébetvárosban feleségül vette a római katolikus vallású Horváth Ilonát, Horváth Sándor és Varga Julianna lányát. Szociáldemokrata politikusként a Tanácsköztársaság idején belügyi és kereskedelmi népbiztos, majd a magyar Vörös Hadsereg 3. hadtestének parancsnoka, később a MÁV vezérigazgatója, és júliustól a Vörös Hadsereg főparancsnoka, a felvidéki sikeres hadjárat egyik irányítója. A bukás után Ausztriába emigrált.
Szerepe volt a bukás után feloszlatott, majd a Bethlen–Peyer-paktum után ismét legálissá vált MSZDP újjászervezésében, valamint a legálisan működő kommunista párt, az MSZMP megszervezésében (melyet azonban három évvel az alakulás után feloszlattak). Szívelégtelenségben halt meg 1928-ban, a Kreml falában díszsírhelyen helyezték el hamvait.

## Emlékezete
- A rendszerváltás előtt, 1950-1990 között a MÁV egyik legfontosabb járműjavító üzeme, a valamikori Istvántelki Főműhely az ő nevét viselte (MÁV Landler Jenő Járműjavító).
- A rendszerváltás előtt díjat neveztek el róla (ma: Eötvös Károly-díj).
- Szakközépiskolát nevezek el róla 1951-ben, Landler Jenő Gép-és Hiradásipari Technikum (ma: BMSZC Újpesti Két Tanítási Nyelvű Műszaki Technikum).
- Landler Jenő Gimnázium 1950–1989. október 1. (ma: Kispesti Deák Ferenc Gimnázium , 1923-tól Deák Ferenc Főgimnázium).
- A debreceni, volt Landler Jenő Ipari Szakközépiskola 1968–1993 (ma: Brassai Sámuel Műszaki Szakgimnázium).
- A nagykanizsai, volt Landler Jenő Gimnázium 1957–1990 (ma: Batthyány Lajos Gimnázium).[6][7]
- Domborműve a Kun Béla téren (ma Ludovika tér) volt, mely a rendszerváltás után a Memento Parkba került.
- Veszprémben utcát neveztek el róla, melyet a rendszerváltást követően átkereszteltek.

## Művei
- Egy mindnyájunkért, mindnyájan egyért; Népszava Könyvkereskedés, Budapest, 1918 (Szocialista agitációs iratok)
- Válogatott beszédek és írások; összeáll., bev. Gadanecz Béla, Szabó Ágnes; Kossuth, Budapest, 1960